# Krissy Wendell-Pohl
Krissy Wendell-Pohl, född 12 september 1981 i Brooklyn Park, Minnesota, är en amerikansk ishockeyspelare (forward). Wendell var en av stjärnorna i det amerikanska damishockeylandslaget. År 2005 tilldelades hon utmärkelsen Patty Kazmaier Memorial Award för bästa kvinnliga collegespelare i ishockey i USA.